# NGC 5840
NGC 5840 је ознака објекта на координатама са ректансцензијом 15h 4m 20,5s и деклинацијом + 29° 30" 22'. Открио га је Луис Свифт, 22. јула 1886. Каснијим посматрањима на том положају није уочен никакав астрономски објекат.